# Landesbeauftragter für den Datenschutz und für das Recht auf Akteneinsicht des Landes Brandenburg
Der Landesbeauftragte für den Datenschutz und für das Recht auf Akteneinsicht des Landes Brandenburg (LDA Brandenburg) ist eine öffentliche Stelle des Landes Brandenburg, welche Kontroll- sowie Beratungsaufgaben im Bereich des Datenschutzes und der Informationsfreiheit wahrnimmt. Der Beauftragte ist beim Präsidenten des Landtages Brandenburg errichtet.

## Geschichte
Der Landtag Brandenburg beschloss 1992 das Brandenburgische Datenschutzgesetz und damit die Schaffung des Landesbeauftragten.
Der erste Beauftragte Dietmar Bleyl kritisierte 1992 die unklare Rechtsstellung seiner Behörde. Der Beauftragte sei weder eine unabhängige oberste Landesbehörde noch eine dem Landtag nachgeordnete Landesbehörde. Von Gesetzes wegen ist die Behörde beim Landtagspräsidenten errichtet.
Mit dem – damals deutschlandweit ersten – Akteneinsichts- und Informationszugangsgesetz von 1998 hat sich die Bezeichnung von Landesbeauftragter für den Datenschutz zu Landesbeauftragter für den Datenschutz und für das Recht auf Akteneinsicht erweitert.

## Aufgaben
Der Landesbeauftragte für den Datenschutz und für das Recht auf Akteneinsicht ist die Aufsichtsbehörde für die Einhaltung des Datenschutzes und hat somit den Auftrag, die Einhaltung der datenschutzrechtlichen Vorschriften in Brandenburg zu kontrollieren.
Seiner Kontrolle und Aufsicht unterliegen sowohl die Behörden und sonstigen öffentlichen Stellen des Landes Brandenburg als auch die nicht-öffentlichen (privaten) Stellen (z. B. Unternehmen, Vereine) mit Sitz in Brandenburg. Zudem kann er entsprechend der europäischen Datenschutz-Grundverordnung Sanktionen und Bußgelder erlassen und Behörden datenschutzrechtlich unzulässiges Verwaltungshandeln untersagen.
Außerdem nimmt die Behörde Informations- und Beratungsaufgaben bei Fragen der Datenschutz- und Informationsfreiheitsrechte wahr. Beispielsweise berät sie Bürger hinsichtlich ihres Rechts auf informationelle Selbstbestimmung.

## Organisation
Die Bezeichnung Landesbeauftragter für den Datenschutz und für das Recht auf Akteneinsicht ist gleichzeitig die Behördenbezeichnung und Amtsbezeichnung der Behördenleitung. Der Beauftragte leitet die Behörde nach innen und vertritt sie nach außen. Er ist beim Präsidenten des Landtages Brandenburg errichtet und untersteht dessen Dienstaufsicht. Die Verfassung des Landes Brandenburg sichert dem Beauftragten zu, bei der Ausübung seines Amtes unabhängig und nur dem Gesetz unterworfen zu sein. Der Beauftragte ist die oberste Dienstbehörde für seine Mitarbeiter. Die Ernennung der Beamten erfolgt allerdings auf Vorschlag des Beauftragten durch den Landtagspräsidenten.
Die Behörde gliedert sich in drei Abteilungen (Stand: 2023):
- Bereich Technik und Organisation
- Bereich Recht
- Bereich Verwaltung

## Beauftragte
Der Beauftragte wird von den Mitgliedern des Landtages für eine sechsjährige Amtszeit gewählt und anschließend durch den Landtagspräsidenten ernannt. Die Wiederwahl ist möglich. Der Beauftragte steht in einem öffentlich-rechtlichen Amtsverhältnis zum Land und erhält Bezüge in Höhe des Grundgehaltes der Besoldungsgruppe B4.
- 1992–1998: Dietmar Bleyl
- 1998–2005: Alexander Dix
- seit 2005: Dagmar Hartge